# Jakone
Jakone, pseudonimo di Aram Grigor'evič Bajtalov (in russo Арам Григорьевич Байталов?; Morozovsk, 26 giugno 1997), è un cantante e rapper russo di origini armene.

## Biografia
Jakone ha firmato un contratto con la Golden Sound nella prima metà del 2022, facendosi conoscere con Fors-mažory; l'album in studio è stato inciso assieme a A.V.G, messo in commercio nel giugno 2022 e accolto commercialmente.
Dopo aver pubblicato l'EP d'esordio Paradoks (2023), Jakone ha diffuso le hit Doroga dal'najaja e Asfal't, un tormentone estivo in duetto con Kiliana, l'anno successivo; mentre la prima è stata quella ad aver accumulato il maggior numero di stream nei dodici mesi su VK Muzyka, la seconda è stata la collaborazione più riprodotta nello stesso arco di tempo sul servizio musicale. Asfal't, che ha trovato successo radiofonico anche al di fuori dei confini nazionali, è stata inoltre la canzone ad aver trascorso più tempo in cima alla graduatoria di Yandex Music durante l'anno, è finita in lizza per due riconoscimenti alla gala di RU.TV, tra cui quello alla miglior canzone, e per un premio Muz-TV.
Nel marzo 2025 viene presentato O tebe, disco collaborativo con Kiliana, che ha generato due ingressi nella Top Internet Hits Russia Weekly Chart della Tophit: Ne morjak e Žara, un duetto con Macan. Jakone è stato selezionato come artista d'apertura a fianco di quest'ultimo del concerto di Tyga alla CSKA Arena del 31 maggio. Asfal't si è inoltre fermata alla 2ª posizione della hit parade digitale russa, bloccata dalla vetta da Chudi di GeeGun, Artik & Asti e Niletto.

## Discografia

### Album in studio
- 2022 – Fors-mažory (con A.V.G)
- 2025 – O tebe (con Kiliana)

### EP
- 2023 – Paradoks

### Singoli
- 2021 – Ėj, Bratik (con A.V.G)
- 2022 – Pau pau (con A.V.G)
- 2023 – S toboj (con A.V.G, Bagardi e Goro)
- 2023 – Po vesne (con Scirena)
- 2023 – Spasibo
- 2023 – Meždu nami
- 2023 – Pospešili (con Macan)
- 2023 – Zavodit (con A.V.G)
- 2023 – Po venam (con Itači)
- 2023 – Ostanus' zdes' (con A.V.G)
- 2024 – Menja net (con Goro)
- 2024 – Doroga dal'najaja
- 2024 – Bosye nogi (con Basta)
- 2024 – Gde tebja iskat'
- 2024 – Asfal't (con Kiliana)
- 2024 – Matrëški (con GeeGun)
- 2024 – Ale ale
- 2025 – 2002 (con Macan)
- 2025 – El Chapo (con Trisha)
- 2025 – Potumu čto ne bylo tebja (con Kiliana e Reflex)

## Tournée
- 2023 – Tur 2023 (con A.V.G)
- 2024 – Tour 2024 (con A.V.G)